# Tedd ki!
A Tedd ki! a Maszkura és a tücsökraj zenekar ötödik stúdióalbuma, amely 2015 decemberében jelent meg a Gold Record gondozásában.
Kinek sírjam című daluk bejutott a 2016-os Eurovíziós Dalfesztivál magyar fordulójába, A Dalba.

## Számlista
| #  | Cím                          | Hossz |
| -- | ---------------------------- | ----- |
| 1  | Tedd ki!                     | 3:58  |
| 2  | Fekete párduc                | 3:02  |
| 3  | Vágatlan film (feat. Deniz)  | 4:02  |
| 4  | Szomjúság panasz (feat. DSP) | 4:32  |
| 5  | Boldog szülinapot (nánáná)   | 3:27  |
| 6  | Sok a lépés                  | 3:24  |
| 7  | Kinek sírjam (feat. Siska)   | 3:38  |
| 8  | Szembogár                    | 4:08  |
| 9  | Micsoda férfi ez a nő        | 3:34  |
| 10 | Boldog szülinapot            | 3:40  |